# عملیات خیبر
عملیات خیبر عملیات تهاجمی نظامی نیروهای مسلح ایران، در خلال جنگ ایران و عراق بود، که به‌صورت مشترک توسط سپاه پاسداران (در منطقه هورالعظیم) و نیروی زمینی ارتش (در منطقه زید) و نیز با پشتیبانی هوانیروز ارتش و نیروی هوایی ارتش، اجرا گردید. این عملیات در تاریخ ۳ اسفند ۱۳۶۲ آغاز شد و پس از ۲۰ روز نبرد خونین، در ۲۲ اسفندماه ۱۳۶۲ با اشغال جزیره مجنون توسط نیروهای ایرانی و با بجا گذاشتن ۱۵ هزار نفر کشته و زخمی از نیروهای عراقی و ۳۰ هزار کشته و زخمی از نیروهای ایرانی، به پایان رسید. در این عملیات همچنین ۲ فرمانده میانی سپاه پاسداران؛ محمد ابراهیم همت (فرمانده لشکر ۲۷ محمد رسول‌الله) و حمید باکری (جانشین فرمانده لشکر ۳۱ عاشورا) کشته شدند. عملیات خیبر بخشی از تهاجم نیروهای مسلح ایران در جریان نبرد نیزارها محسوب می‌شود.

## پیشینه

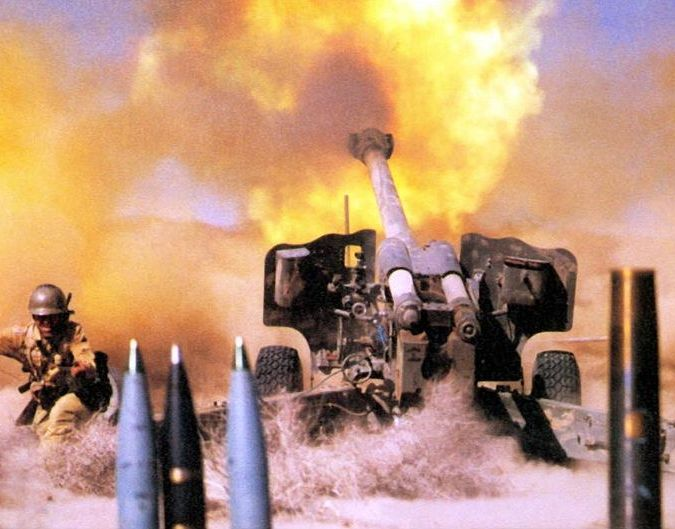
توپخانه ایران هویتزر ۱۵۲-دی‌ماه ۱۳۶۲ آمادگی برای عملیات خیبر

در پی انجام عملیات‌های والفجر ۴ و والفجر ۵ در جنوب عراق، نیروهای ایرانی توانستند جبهه جدیدی را در نیزارهای هویزه باز نمایند، که از این محل ۲۵۰ هزار نفر از نیروهای ایرانی با پشت سر گذاشتن هورالعظیم، به بیابان‌های سرزمینی عراق راه یافتند، ولی پس از عبور از نیزارها، نیروهای زرهی ارتش عراق مترصد رسیدن ایرانی‌ها به این محل بودند. در این برهه از جنگ، نیروی هوایی ارتش ایران (به علت تحریم‌های بین‌المللی و نبود قطعات یدکی) قادر به پشتیبانی هوایی از نیروهای پیاده نبود و این مسئله نیروهای زمینی ایران را بسیار آسیب‌پذیر کرده بود.

## طرح عملیات

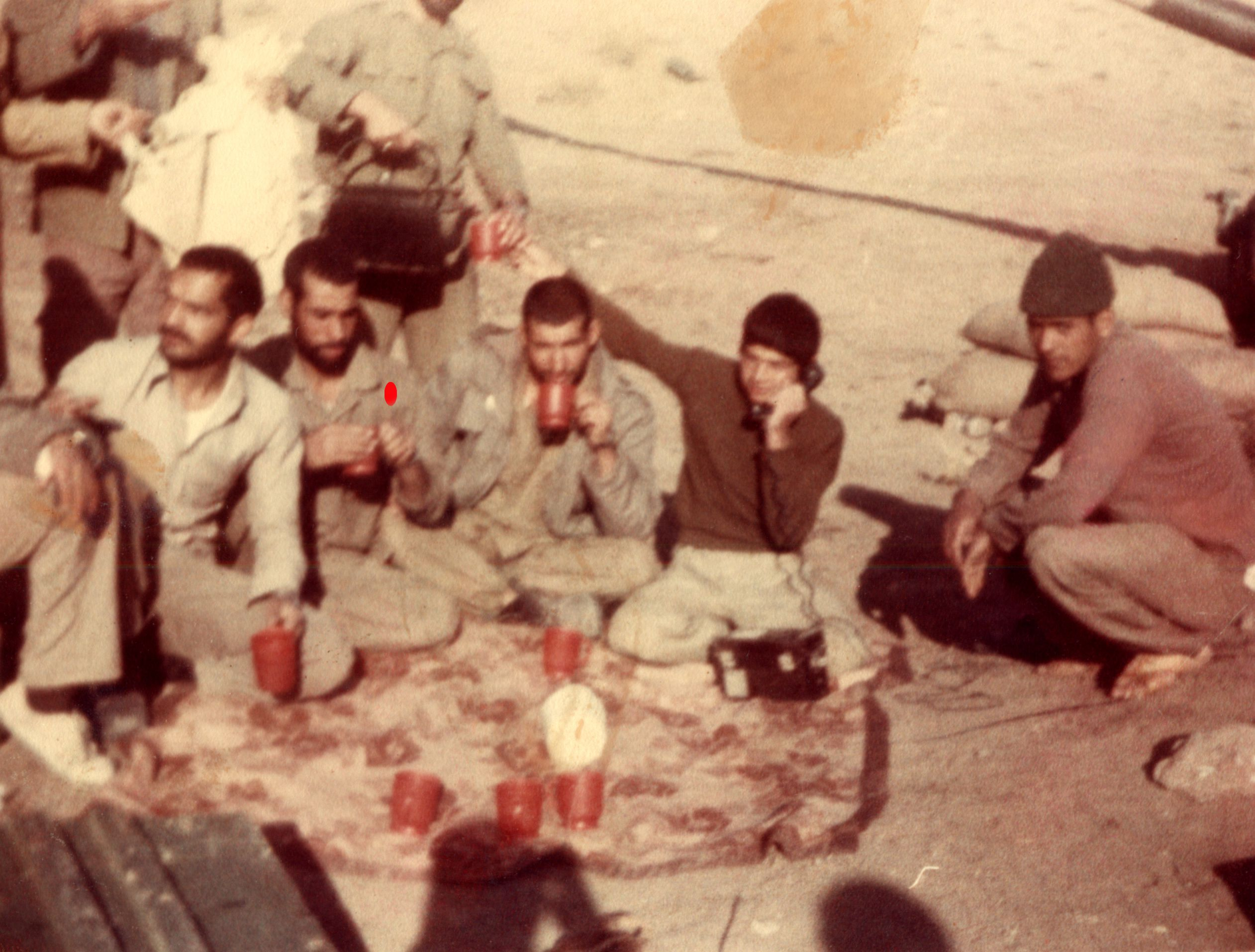
جمعی از فرماندهان سپاه، پیش از اجرای عملیات خیبر

در طرح عملیات خیبر، دو قرارگاه کربلا و قرارگاه نجف مأموریت داشتند، که ضمن تأمین اهداف محوله، روی پل دوعیجی، واقع در شمال نشوه (غرب نهر کتیبان) با یکدیگر الحاق نمایند، سپس هر دو قرارگاه به سوی بصره ادامه عملیات دهند. قرارگاه کربلا می‌بایست با عمل از منطقه زید و چسبیدن به نهر کتیبان، برای مسدود کردن منطقه ورودی نیروهای عراقی در منطقه دوعیجی اقدام می‌کرد. طراحی عملیات خیبر به گونه‌ای بود که قرارگاه نجف نیز پس از دستیابی به مناطق العزیر، القرنه و نیز تصرف جزایر مجنون و الحاق به طلاییه، باید برای باز کردن جاده طلاییه-نشوه که تنها محل انتقال نیرو و مهمات برای نیروهای ایرانی بود، اقدام می‌کرد، سپس یگان‌های تحت امر این قرارگاه می‌بایست با عبور از منطقه طلاییه، به سمت نشوه و تأمین آن در پل دوعیجی، به قرارگاه کربلا (نیروی زمینی ارتش) ملحق می‌شدند.
قرارگاه نجف برای تصرف اهداف خود در عملیات خیبر، اقدام به تشکیل ۵ قرارگاه فرعی به نام‌های قرارگاه نصر، بدر، حنین، حدید و فتح کرد. در این عملیات، قرارگاه دیگری نیز با نام قرارگاه نوح، وظیفه ترابری دریایی و پشتیبانی از یگان‌های عمل‌کننده را برعهده داشت.

## نبرد

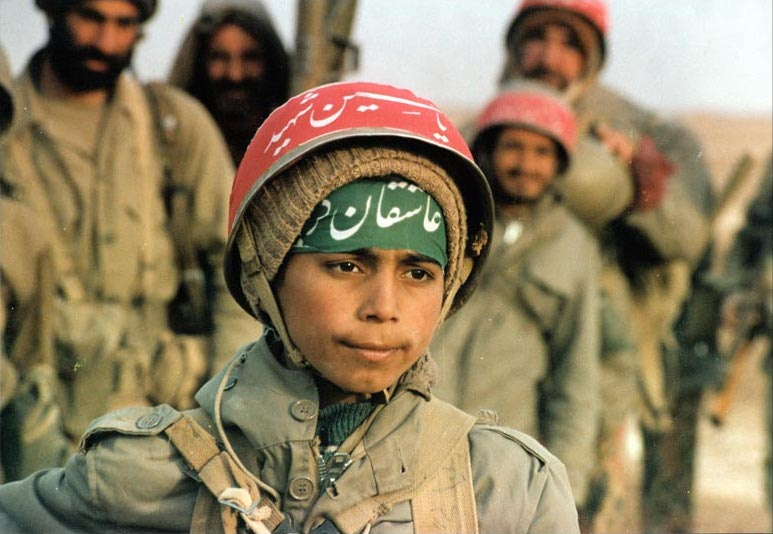
کودک ایرانی در جبههٔ جنگ ایران و عراق، منطقهٔ عملیاتی خیبر، هورالهویزه

در تاریخ ۳ اسفند ۱۳۶۲ نیروهای ایرانی به سمت جزیره مجنون یورش بردند. عملیات خیبر نخستین عملیات استراتژیک تهاجمی نیروهای ایرانی در طول جنگ ایران و عراق به‌شمار می‌آید. در این زمان نیروی هوایی ارتش ایران زمین‌گیر بود و تنها توانست در حدود ۱۰۰ سرتی عملیات انجام دهد. این موضوع دست نیروهای عراقی را در استفاده از بالگرد، برای هدف قرار دادن نیروهای پیاده ایرانی باز گذاشت. با وجود تلفات بالای انسانی در عملیات خیبر، ایرانی‌ها توانستند نیروهای عراقی را از جزیرهٔ مجنون بیرون برانند و این جزایر را به تصرف خود درآورند.
در تاریخ ۵ اسفند ۱۳۶۲ نیروهای مسلح ایران، عملیات خیبر را آغاز کردند. نیروهای ایرانی پیشتر و از تاریخ ۲۶ بهمن، حملات خود را متوجه جبهه مرکزی کرده بودند،: 171  که سپاه دوم نیروی زمینی عراق، با استعداد ۲۵۰ هزار سرباز، در حال دفاع از مواضع خود در آن بخش بود. نیروهای مسلح ایران نیز با استعداد برابر با نیروهای عراقی (در حدود ۲۵۰ هزار نفر) در حال تهاجم به این مواضع بودند. در ۵ اسفند نیروهای ایرانی در یک عملیات آبی خاکی، با استفاده از قایق‌های تندرو از نیزارهای هورالهویزه گذشتند و موفق شدند عراقی‌ها را غافلگیر نمایند. این نیزارها همچنین ضرب توپخانه عراق را نیز محدود می‌نمود. (بسیاری از مهمات در آب یا زمین‌های گلی منفجر نمی‌شوند) ایرانی‌ها با استفاده از بالگرد، نیروهای خود را در جزیره مجنون پیاده نمودند و پس از تثبیت نیروهای خود در این بخش از خاک عراق، حملات خود را متوجه شهر قرنه کردند.
از روز ۱۵ فوریه به نظر می‌رسید خطوط دفاعی عراق در آستانه شکست باشد، ولی استفاده از استراتژی دفاع عمقی چند لایه، مانع از سقوط مواضع آن‌ها شد. نیروهای ایرانی در هر یورش، حتی در صورت شکستن خط اول دفاعی یگان‌های نیروی زمینی عراق، به علت خستگی مفرط و از دست دادن نفرات زیاد، از شکستن خط دوم دفاعی بازمی‌ماندند.: 171  ایران همچنین از ضعف پشتیبانی هوایی به دلیل زمین‌گیر شدن نیروی هوایی خود رنج می‌برد. در این عملیات گروه‌هایی از نیروهای سپاه پاسداران، اقدام به استفاده از تکنیک‌های جنگ چریکی نمودند و تلاش کردند با استفاده از موتورسیکلت، با سرعت در عمق خطوط دفاعی چندلایه عراق نفوذ نمایند. عدم پشتیبانی هوایی مناسب نیروی هوایی ارتش ایران، دست عراقی‌ها را در استفاده از هلیکوپتر برای سرکوب تهاجم زمینی ایرانی‌ها باز گذاشت. عراق با استفاده از هلی‌کوپترهای میل می-۲۴، اقدام به کشتن بسیاری از نیروهای ایرانی در نیزارها نمود. با این حال در روز ۸ اسفند ایران توانست جزیره مجنون (در داخل اروندرود) را به اشغال خود درآورد، ولی این اشغال به قیمت از بین بردن تعداد زیادی از بالگردهای متعلق به هوانیروز ارتش ایران تمام شد. بطوریکه ۴۹ فروند بالگرد از مجموع ۵۰ بالگرد متعلق به هوانیروز، توسط هواپیماهای جنگنده عراقی هدف قرار گرفتند. در این مرحله از عملیات خیبر، نبرد در آب‌هایی با عمق ۲ متر انجام می‌شد، که در این میان، عراقی‌ها با استفاده از کابل‌های برق نصب‌شده در برخی کانال‌ها، اقدام به جاری کردن جریان الکتریسیته در آب‌های نیزارها نمودند، که این اقدام به برق‌گرفتگی و کشته‌شدن بسیاری از نیروهای ایرانی انجامید و در همان ایام نیز تلویزیون عراق، اجساد سربازهای ایرانی را در این کانال‌ها به نمایش گذاشت.
در نهایت تا تاریخ ۱۰ اسفند، نیروهای ایرانی از این نیزارها عبور کردند و فرماندهان ایرانی در حال تثبیت نیروهای خود در دروازه‌های شهر قرنه و برنامه‌ریزی برای تصرف بزرگراه بغداد به بصره بودند. از سوی دیگر نیروهای ایرانی پس از عبور از پوشش حائل نیزارها، به‌طور مؤثر در تیررس نیروهای عراقی قرار داشتند. از طرفی در اراضی مسطح بیرون نیزارها، عراق به‌طور مؤثری می‌توانست از گاز خردل استفاده نماید و تنها در پی انجام یکی از این پاتکها، بیش از ۱٫۲۰۰ نفر از نیروهای ایرانی کشته شدند. با استفاده گسترده از حملات شیمیایی، عراقی‌ها توانستند نیروهای ایرانی را به درون نیزارها عقب برانند، این اولین استفاده گسترده عراق از سلاح‌های شیمیایی در دوران جنگ هشت ساله با ایران بود. در نهایت در پایان این نبرد خونین پس از ۱۹ روز، ایرانی‌ها توانستند جزیره مجنون را تصرف کرده و تا پایان جنگ نیز این جزیره در اشغال نیروهای ایرانی باقی ماند.

## استعداد نیروها
در عملیات خیبر از نیروهای مسلح ایران، ۹ لشکر پیاده و ۶ تیپ مستقل پیاده و نیز ۲ لشکر زرهی و ۳ تیپ مستقل زرهی حضور داشتند و در مجموع ۲۸ گردان از ارتش ایران و ۲۴ گردان مانوری از سپاه پاسداران، در مقابل ۴۳ گردان پیاده، ۱۱ گردان تانک و ۷ گردان مکانیزه از نیروی زمینی عراق قرار داشتند.

### نیروهای عراق
منطقه مورد نظر برای عملیات خیبر، در حوزه استحفاظی سپاه سوم نیروی زمینی عراق قرار داشت و در جریان این عملیات، یگان‌های زیر در این منطقه حضور داشتند:
- یگان‌های پیاده: تیپ‌های ۳، ۵، ۱۱، ۱۸، ۶۰۵، ۷۰۲، ۷۰۴، ۹۳، ۹۵، ۹۶، ۷۰۱، ۵۰۱، ۳۵، ۴۱۹، ۱۰۸، ۱۱۳، ۴۲۷، ۳۶، ۲۲، ۲۳، ۲۸، ۴۱۸، ۴۲۲ و ۱۹ پیاده.
- یگان‌های زرهی: تیپ‌های ۳۰، ۱۶، ۶، ۵۶، ۱۴، ۲۶ و ۳۷ زرهی و تیپ ۵۵ مختلط.
- یگان‌های مکانیزه: تیپ‌های ۲۵، ۸، ۲۷، ۱۵ و ۲۰ مکانیزه.
- گارد مرزی و گارد جمهوری: تیپ‌های ۵، ۸ و ۱۱ گارد مرزی و یک تیپ از گارد جمهوری عراق.
- نیروی مخصوص: تیپ ۶۵.
- جیش الشعبی: بیش از ۱۰ گردان کماندو.
- توپخانه: ۳۰ گردان.[۱۴]

### نیروهای ایران
در عملیات خیبر، هدایت و فرماندهی عملیات برعهده قرارگاه مرکزی خاتم‌الانبیاء بود و ۲ قرارگاه اصلی؛ بنام‌های قرارگاه کربلا و قرارگاه نجف، به همراه ۵ قرارگاه فرعی (قرارگاه‌های نصر، حنین، بدر، حدید و فتح، که قرارگاه نجف فرماندهی قرارگاه‌های فرعی را برعهده داشت) تحت امر قرارگاه مرکزی قرار داشتند. یگان‌های عملیاتی نیروهای مسلح ایران شامل:
- سپاه پاسداران: در مجموع ۲۲۰ گردان عملیاتی در اختیار داشت و استعداد توپخانه آن نیز ۷ گردان بود.
  - لشکرها: لشکر ۵ نصر، لشکر ۸ نجف، لشکر ۳۱ عاشورا، لشکر ۱۹ فجر، لشکر ۴۱ ثارالله، لشکر ۱۷ علی‌ابن‌ابیطالب، لشکر ۱۴ امام حسین، لشکر ۲۷ محمد رسول‌الله و لشکر ۷ ولی‌عصر.
  - تیپ‌های مستقل: تیپ ۱۵ امام‌حسن، تیپ ۱۰ سیدالشهداء، تیپ ۴۴ قمربنی‌هاشم، تیپ ۳۳ المهدی، تیپ ۱۸ الغدیر و تیپ ۲۱ امام‌رضا.
  - تیپ‌های زرهی: تیپ ۷۲ محرم، تیپ ۲۰ رمضان و تیپ ۲۸ صفر.
  - یگان دریایی: قرارگاه نوح.
- ارتش جمهوری اسلامی ایران: شامل نیروی زمینی ارتش که از لشکرهای پیاده و زرهی تشکیل می‌شد، با پشتیبانی نیروی هوایی ارتش و هوانیروز ارتش.
  - لشکرهای پیاده: لشکر ۷۷ خراسان، لشکر ۲۱ پیاده آذربایجان، لشکر ۲۸ پیاده کردستان و لشکر ۵۸ تکاور.
  - لشکرهای زرهی: لشکر ۸۱ زرهی کرمانشاه، لشکر ۱۶ زرهی قزوین و لشکر ۹۲ زرهی اهواز.[۱۵]

## پل خیبر
در سال ۱۳۶۲ یگان مهندسی رزمی سپاه پاسداران، به فرماندهی محمد ستاری وفایی، با مشارکت جهاد سازندگی و وزارت صنایع سنگین، در طرحی ابتکاری برای وصل کردن ساحل شرقی هورالهویزه به جزایر مجنون، در مدت ۷۵ روز، پل شناوری به طول ۱۴ کیلومتر را طراحی و احداث کردند. ساخت این پل توسط شرکت ماشین‌سازی اراک انجام شد.
پل خیبر طولانی‌ترین پل شناور در تاریخ نظامی جهان است، که پایداری زیادی در مقابل بمباران داشت و برای شناورسازی آن نیز از مواد پلیمری در سازه آن استفاده شده بود و در فواصل معینی از طول پل، پارکینگ و محل نصب توپ‌های ضدهوایی، همچنین اتصالاتی برای قطعات یدکی در طول مسیر پل تعبیه شده بود، تا در صورت نیاز قسمت‌های مختلف پل، به سرعت قابل تعمیر و تعویض باشند.

## نتیجه عملیات
در عملیات خیبر نیروهای ایرانی، منطقه‌ای به وسعت ۱٫۰۰۰ کیلومتر مربع در هورالعظیم، ۱۴۰ کیلومتر مربع در جزایر مجنون و ۴۰ کیلومتر مربع در منطقه طلائیه را آزاد کردند.

## تلفات انسانی
عملیات خیبر در مجموع ۲۰ روز به طول انجامید، که در خلال آن بیش از ۳۰ هزار نفر از نیروهای ایرانی کشته و زخمی شدند. از نیروهای سپاه پاسداران و بسیج در این عملیات حدود ۱٫۸۰۰ نفر کشته، حدود ۵٫۰۰۰ نفر مفقود و بیش از ۱۵٫۰۰۰ نفر مجروح شدند. در این عملیات محمد ابراهیم همت؛ فرمانده لشکر ۲۷ محمد رسول‌الله و حمید باکری جانشین فرمانده لشکر ۳۱ عاشورا، همچنین اکبر زجاجی و مرتضی یاغچیان از فرماندهان میانی سپاه پاسداران کشته شدند. همچنین حسین خرازی فرمانده لشکر ۱۴ امام حسین نیز در عملیات خیبر به شدت مجروح شد و یک دستش نیز قطع گردید. تلفات نیروهای عراقی در این عملیات بیش از ۱۵ هزار نفر (کشته و زخمی) اعلام شد.

## جنگ‌افزارهای شیمیایی
در عملیات خیبر نیروی زمینی عراق برای نخستین بار به‌صورت گسترده و در حجم زیاد از سلاح‌های شیمیایی استفاده کرد. گرچه این اولین باری نبود که عراق از سلاح‌های شیمیایی علیه نیروهای ایرانی استفاده می‌کرد. در خلال عملیات خیبر، نیروهای مسلح عراق از تاریخ ۶ اسفند ۱۳۶۲ با به‌کارگیری ۳۳ فروند بمب‌افکن، حدود ۱۰۰ قبضه توپ و نیز با استفاده از هواپیماهای تک‌موتوره و بالگردها، اقدام به بمباران شیمیایی گسترده مناطق عملیاتی، خطوط مقدم، مواضع توپ‌ها، عقبه و واحدهای پشتیبانی نیروهای ایرانی نمود. نقاط مورد هدف حملات شیمیایی در عملیات خیبر شامل: هورالهویزه تا طلائیه، جزایر مجنون شمالی و جنوبی، پاسگاه‌های شط‌علی، کیان‌دشت و جفیر تا پادگان حمید، شهر هویزه و سه‌راهی جفیر تا آب‌تیمور، همچنین مقرهای قرارگاه‌های خاتم، نصرت، کربلا، نجف، حنین، حدید، فتح و نصر بود. نیروهای مسلح عراق در عملیات خیبر با اجرای حدود یکصد حمله شیمیایی، نزدیک به یک‌هزار بمب و راکتِ حامل عوامل شیمیایی و بیش از ۳ هزار گلوله توپ شیمیایی شلیک کرد، که وزن تقریبی هر بمب شیمیایی (راکت) ۲۵۰ کیلوگرمی؛ حاوی بیش از ۲۵ لیتر، هر گلوله توپ؛ حاوی ۳ لیتر و هر خمپاره؛ حاوی یک لیتر از عوامل شیمیایی بود.